# Specioza Kazibwe
Specioza Naigaga Wandira Kazibwe, là một bác sĩ phẫu thuật và chính khách người Uganda. Bà cũng được nhắc đến với cái tên "Nnalongo" vì hai đứa con gái song sinh của bà. Bà là Phó tổng thống của Uganda từ năm 1994 đến năm 2003. Bà là người phụ nữ đầu tiên tại châu Phi nắm giữ vị trí phó tổng thống của một quốc gia có chủ quyền. Vào tháng 8 năm 2013, bà được Tổng thư ký Liên Hợp Quốc Ban Ki-Moon chỉ định làm Đặc phái viên Liên Hợp Quốc về HIV/AIDS tại châu Phi.

## Tiểu sử và học vấn
Specioza Kazibwe sinh ra tại Quận Iganga vào ngày 1 tháng 7 năm 1954. She theo học Mount Saint Mary's College Namagunga, một trường phổ thông nội trú nữ giới có uy tín liên kết với Nhà thờ Công giáo, nằm ở trên Kampala-Jinja Highway, gần thị trấn Lugazi. Năm 1974 bà nhập học Đại học Y Makerere, nơi bà theo học ngành y và tốt nghiệp với bằng Cử nhân Y và Cử nhân Ngoại khoa vào năm 1979. Sau đó bà có được bằng Thạc sĩ Y, cũng từ trường Đại học Y Makerere, chuyên ngành Ngoại khoa Tổng quát. Năm 2009, bà được trao tặng tấm bằng danh dự Tiến sĩ khoa học (SD), bởi Harvard School of Public Health, Department of Population and International Health.

## Sự nghiệp
Kazibwe bắt đầu sự nghiệp chính trị của mình với tư cách là một thành viên của cánh của thanh niên và phụ nữ của Đảng Dân chủ Uganda. Bà thắng cuộc bầu cử đầu tiên làm trưởng làng trong danh sách ứng cử của National Resistance Movement (NRM) vào năm 1987. Sau đó bà được bầu làm Đại diện của Phụ nữ của Quận Kampala và trở thành Chủ tịch của  Hội đồng Tư vấn cho chiến dịch bầu cử của Museveni.